# Alexander Wieczerzak
Alexander Wieczerzak (Fráncfort del Meno, 22 de marzo de 1991) es un deportista alemán que compite en judo.
Ganó dos medallas en el Campeonato Mundial de Judo, oro en 2017 y bronce en 2018, y una medalla de bronce en el Campeonato Europeo de Judo de 2015.
En los Juegos Europeos de Bakú 2015 consiguió una medalla de bronce en la categoría de –81 kg. Además, obtuvo una medalla de bronce en el Campeonato Europeo de Judo por Equipo Mixto de 2022.

## Palmarés internacional
| Campeonato Mundial                  | Campeonato Mundial | Campeonato Mundial | Campeonato Mundial |
| Año                                 | Lugar              | Medalla            | Categoría          |
| ----------------------------------- | ------------------ | ------------------ | ------------------ |
| 2017                                | Budapest (Hungría) | Medalla de oro     | –81 kg             |
| 2018                                | Bakú (Azerbaiyán)  | Medalla de bronce  | –81 kg             |
| Juegos Europeos                     |                    |                    |                    |
| Año                                 | Lugar              | Medalla            | Categoría          |
| 2015                                | Bakú (Azerbaiyán)  | Medalla de bronce  | –81 kg             |
| Campeonato Europeo                  |                    |                    |                    |
| Año                                 | Lugar              | Medalla            | Categoría          |
| 2015                                | Bakú (Azerbaiyán)  | Medalla de bronce  | –81 kg             |
| Campeonato Europeo por Equipo Mixto |                    |                    |                    |
| Año                                 | Lugar              | Medalla            | Categoría          |
| 2022                                | Mulhouse (Francia) | Medalla de bronce  | Equipo mixto       |